# Longtown, Cumbria
Longtown är en stad i Cumbria i England. Orten har 2 019 invånare (2001).